# Christian Iseli
Christian Iseli (* 1957 in Uetendorf) ist ein Schweizer Filmemacher. Seit 1995 lehrt und forscht er an der Zürcher Hochschule der Künste.

## Biografie
Iseli studierte Geschichte, Germanistik und Anglistik an der Universität Bern. Nach Abschluss des Studiums realisierte er Dokumentarfilme und arbeitete in den Bereichen Schnitt und Kamera bei Spiel- und Dokumentarfilmen.
An der Zürcher Hochschule der Künste (ZHdK) war Iseli als Professor für Filmgestaltung von 2009 bis 2012 stellvertretender Leiter des Bachelor Films (Leiter: Bernhard Lehner). Von 2012 bis 2019 verantwortete er den Masterstudiengang Dokumentarfilm. 2010 übernahm er am Institute for the Performing Arts and Film die Leitung des Forschungsschwerpunkts Film (bis 2019). Ab 2018 leitete er das Art&Tech-Lab der ZHdK mit Namen Immersive Arts Space. Von 2019 bis 2022 war er Inhaber der zugehörigen Professorenstelle «Immersive Arts». Seit August 2022 ist Iseli emeritiert. Er unterrichtet weiterhin im Master Dokumentarfilm, ist Redaktionsmitglied der Zürcher Dokumentarfilmtagung ZDOK, und betreut Projekte im Studiengang Film sowie im Immersive Arts Space.
Christian Iseli ist Mitglied der Schweizer Filmakademie.

## Sonstige Tätigkeiten
Seit 1988 ist Iseli Mitglied des Schweizerischen Regieverbandes FDS (1996–1998 Vorstandsmitglied). Ab 1996 bis 1998 war er Chefredaktor der Zeitschrift DOX Documentary Film Magazine. Ausserdem war er von 1998 bis 2004 Mitglied der Filmkommission der Stadt Bern. Von der Stadt Bern bekam er ein New-York-Stipendium. Iseli war von 1998 bis 1999 Co-Leiter des internationalen «Independent Video-Workshop» der Pro Helvetia in Kairo, Gaza und Ramallah (zusammen mit Gitta Gsell). 1999 stellte er eine thematische Gruppenausstellung des Kunstmuseums Bern und des Museums für Kommunikation, Bern, aus, die Themen waren Pixel, Prints und Prigmente. Von 2001 bis 2008 war er Seminarleiter und Dozent für die Stiftung Focal (Weiterbildungsinstitution der Schweizer Filmbranche).

## Filmografie

### Filme als Regisseur
- 1988 Le Terroriste Suisse[2] (Kinodokumentarfilm)
- 1991 Grauholz[3][4] (Kinodokumentarfilm)
- 1995 Der Stand der Bauern[5] (Kinodokumentarfilm)
- 2006 Bauern zum Trotz[6] (Fernsehdokumentarfilm)
- 2011 Das Album meiner Mutter[7] (Kinodokumentarfilm)

### Filmische Mitarbeit
- 1995: Ruhe und Unordnung, Dokumentarfilm von Andreas Berger: Kamera[8]
- 1996: Reizendes Gift, Dokumentarfilm von Priska Forter: Schnitt[9]
- 2000: Chaos, TV-Spielfilm der Sendereihe Tatort von Christof Schertenleib: Schnitt
- 2000: The Worlds of Mei Lang Fang, Dokumentarfilm von Mei Juin Chen: Kamera
- 2003: Lücken im Gesetz, Spielfilm von Christof Schertenleib: Schnitt[10]
- 2004: Das Paar im Kahn, Spielfilm von Marie-Louise Bless: Schnitt[11]
- 2006: Flanke ins All, Spielfilm von Marie-Louise Bless: Schnitt[12]
- 2007: Hunkeler macht Sachen, Spielfilm von Markus Fischer, 2007: Schnitt
- 2010: Zwerge Sprengen, Spielfilm von Christof Schertenleib: Schnitt / zweite Kamera[13]
- 2013: Stachel im Fleisch, TV-Spielfilm aus der Serie DER BESTATTER (S1/E4) von Markus Fischer: Schnitt[14]
- 2023: Gretas Geburt, Dokumentarfilm von Katja Baumgarten: Schnitt

## Auszeichnungen
- 1995: Dokumentarfilmpreis des Kantons Bern (Der Stand der Bauern)
- 1995: Qualitätsprämie EDI (Der Stand der Bauern)
- 1995: Zweiter Preis am Internationalen Dokumentarfilmfestival Pärnu, Estland (Der Stand der Bauern)
- 1991: Dokumentarfilmpreis des Kantons Bern (Grauholz)
- 1991: Qualitätsprämie EDI (Grauholz)
- 1988: Filmpreis des Kantons Bern (Le Terroriste Suisse)
- 1988: Studienprämie EDI (Le Terroriste Suisse)